# Kokou Djaoupe
Kokou Djaoupe (Lomé, 1968. július 10. –) togói nemzetközi labdarúgó-játékvezető.

## Pályafutása

### Nemzeti játékvezetés
Pályafutása során hazája legfelső szintű labdarúgó-bajnokságának játékvezetője lett.

### Nemzetközi játékvezetés
A Togói labdarúgó-szövetség Játékvezető Bizottsága 2001-ben terjesztette fel nemzetközi játékvezetőnek, a Nemzetközi Labdarúgó-szövetség (FIFA) bíróinak keretébe. Több nemzetek közötti válogatott és klubmérkőzést vezetett. Több mint 164 nemzetek közötti válogatott és klubmérkőzést vezetett Afrikában. 2004-ben egy nemzetközi válogatott mérkőzésen súlyos sérülés történt, amit a FIFA véleménye szerint nem megfelelően kezelt, ezért 18 hónapos eltiltást kapott.

#### Világbajnokság
A világbajnoki döntőhöz vezető úton Dél-Afrikába a XIX., a 2010-es labdarúgó-világbajnokságra a FIFA JB bíróként alkalmazta. Selejtező mérkőzéseket az Afrika (CAF) zónában vezetett.
| Időpont             | Helyszín                                   | Mérkőzés típusa           | Mérkőzés                      | Eredmény | Nézők száma |
| ------------------- | ------------------------------------------ | ------------------------- | ----------------------------- | -------- | ----------- |
| 2008. május 31.     | Omnisports Ahmadou Ahidjo Stadion, Yaoundé | előselejtező (1. csoport) | Kamerun–Zöld-foki Köztársaság | 2 : 0    | 20 000      |
| 2008. június 15.    | Nemzeti Stadion, Monrovia                  | előselejtező (6. csoport) | Libéria–Szenegál              | 2 : 2    | 25 000      |
| 2008. szeptember 6. | Linité Stadion, Victoria                   | előselejtező (9. csoport) | Seychelle-szigetek–Burundi    | 1 : 2    | 3 000       |
| 2008. október 11.   | Nemzeti Stadion, Malabo                    | előselejtező (4. csoport) | Egyenlítői-Guinea–Dél-Afrika  | 0 : 1    | 6 500       |
| 2009. június 6.     | November 7. Stadion, Radès                 | előselejtező (B. csoport) | Tunézia–Mozambik              | 2 : 0    | 30 000      |
| 2009. október 10.   | Konkola Stadion, Chililabombwe             | előselejtező (C. csoport) | Zambia–Egyiptom               | 0 : 1    | 10 000      |

#### Afrika Kupa
Ghána a 26., a 2008-as afrikai nemzetek kupáját, Angola a 27., a 2010-es afrikai nemzetek kupáját, valamint  Egyenlítői-Guinea és Gabon közösen rendezte a 28., a 2012-es afrikai nemzetek kupáját, ahol a CAF JB megbízására bíróként szolgálta a labdarúgás.

##### 2008-as afrikai nemzetek kupája
| Időpont          | Helyszín               | Mérkőzés típusa        | Mérkőzés           | Eredmény | Nézők száma |
| ---------------- | ---------------------- | ---------------------- | ------------------ | -------- | ----------- |
| 2008. január 27. | Városi Stadion, Tamale | selejtező (D. csoport) | Tunézia–Dél-Afrika | 3 : 1    | 15 000      |
| 2008. január 30. | Városi Stadion, Tamale | selejtező (C. csoport) | Kamerun–Szudán     | 3 : 0    | 10 000      |

##### 2010-es afrikai nemzetek kupája
| Időpont          | Helyszín                       | Mérkőzés típusa           | Mérkőzés         | Eredmény | Nézők száma |
| ---------------- | ------------------------------ | ------------------------- | ---------------- | -------- | ----------- |
| 2010. január 16. | Sr. da Graça Stadion, Benguela | selejtező (C. csoport)    | Egyiptom–Belgium | 1 : 1    | 0000        |
| 1971. február 3. | GSP Stadion, Nicosia           | előselejtező (4. csoport) | Ciprus–Mozambik  | 2 : 0    | 16 000      |

##### 2012-es afrikai nemzetek kupája
| Időpont             | Helyszín                        | Mérkőzés típusa           | Mérkőzés         | Eredmény | Nézők száma |
| ------------------- | ------------------------------- | ------------------------- | ---------------- | -------- | ----------- |
| 2010. szeptember 3. | Mustapha Tchaker Stadion, Blida | előselejtező (D. csoport) | Algéria–Tanzánia | 1 : 1    | 30 000      |
| 2010. október 9.    | Március 26. Stadion, Bamako     | előselejtező (A. csoport) | Mali–Libéria     | 2 : 1    |             |
| 2011. március 26.   | Kasarani Stadion, Nairobi       | előselejtező (J. csoport) | Kenya–Angola     | 2 : 1    |             |
| 2011. október 9.    | l'Amitie Stadion, Cotonou       | előselejtező (H. csoport) | Benin–Ruanda     | 0 : 1    |             |

#### Nemzetközi kupamérkőzések
Vezetett Kupa-döntők száma: 1.

##### CAF-bajnokok ligája
| Időpont           | Helyszín                    | Mérkőzés típusa     | Mérkőzés                | Eredmény | Nézők száma |
| ----------------- | --------------------------- | ------------------- | ----------------------- | -------- | ----------- |
| 1910. október 31. | Nemzeti Stadion, Lubumbashi | első döntő mérkőzés | TP Mazembe–Espérance ST | 5 : 0    | 50 000      |